# Marianów Kołacki
Marianów Kołacki – wieś w Polsce położona w województwie łódzkim, w powiecie brzezińskim, w gminie Brzeziny. Wzdłuż wsi płynie rzeka Mrożyca.
W latach 1975–1998 miejscowość administracyjnie należała do województwa skierniewickiego.
Wieś należy do Parku Krajobrazowego Wzniesień Łódzkich. Jej teren jest bardzo pagórkowaty (liczne wzniesienia, małe doliny).